# Calixto Torres Umaña
Calixto Torres Umaña (Tunja, 13 de agosto de 1885-Bogotá, 2 de diciembre de 1960) fue un médico cirujano, pediatra y catedrático colombiano, militante del Partido Liberal Colombiano.
Es considerado el padre de la pediatría en Colombia, especialidad que aprendió en sus años de estudio en la Universidad de Harvard, en Estados Unidos.

## Biografía
Nació en Tunja, el 13 de agosto de 1885, en el seno de una familia de médicos, terratenientes y ganaderos de la región. Estudió en el Colegio de Boyacá y en el Colegio Mayor de Nuestra Señora del Rosario de Bogotá, donde finalizó su bachillerato en 1904. 
En 1913 se graduó como médico cirujano de la Universidad Nacional de Colombia, donde destacó como estudiante brillante, llegando incluso a ser alabada años después su tesis de grado. trabajó en el Hospital de Caridad de Tunja. Entre 1914 a 1917, realiza sus estudios de especialización en Europa, y realiza su doctorado en la Universidad de Harvard, donde estudió medicina infantil (hoy conocida como pediatría).
Se vinculó a la Facultad de Medicina de la Universidad Nacional, como profesor agregado en 1933, convirtiéndose fue rector dicha Facultad. Considerado como el 'Padre de la Pediatría de Colombia', pionero en los estudios de desnutrición infantil, impulsó en Bogotá la Gota de Leche, programa social establecido para luchar contra los problemas causados por la desnutrición infantil, institución originada en Francia a finales del siglo XIX.
Fue nombrado ministro de Educación por el gobierno de Alfonso López Pumarejo, pero Torres rechazó el ofrecimiento.

Fue miembro fundador de la Sociedad Colombiana de Pediatría, miembro de la Academia Nacional de Medicina, de la Sociedad de Cirugía de Bogotá, de la Academia de Medicina de Medellín y de la Academia de Medicina de Cartagena. Fue designado miembro de varias academias de pediatría, de Estados Unidos, Argentina, Bolivia, Cuba, Venezuela, y Uruguay.

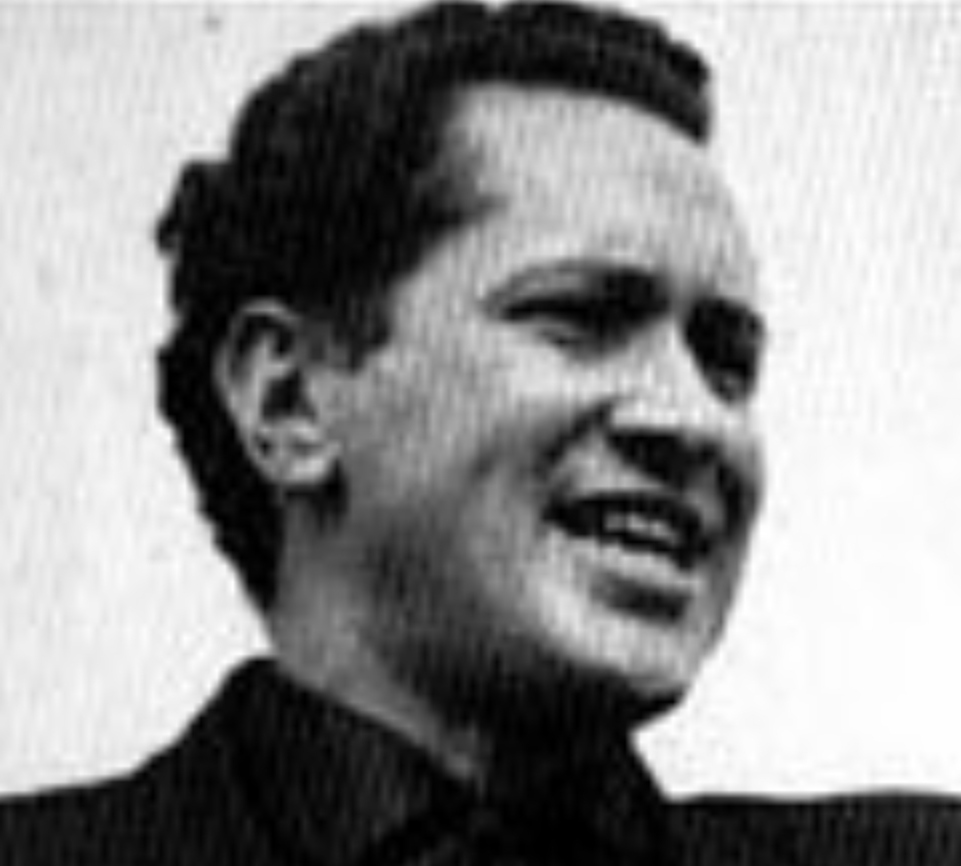
Su hijo, el sacerdote y sociólogo Camilo Torres.

## Familia
Fue el mayor de los cuatro hijos del médico Severo Torres Barreto, y de Ana Josefa Umaña Quijano, ambos miembros de familias aristocráticas de Bogotá; siendo el único hijo varón de la pareja. La hermana de su madre, Ana Rosa Umaña, estaba casada con el político Arístides Calderón Tejada, con quien tuvieron a Jorge Calderón (primo de Calixto), quien a su vez era el padre de las hermanas Clemencia y Helena Calderón Nieto (esposas de los hermanos Enrique y Hernando Santos Castillo).
Torres se casó con Isabel Restrepo Gaviria, hija de los aristócratas antioqueños Manuel Restrepo Fernández e Isabel Gaviria Cobaleda, siendo sus hijos, Camilo y Fernando Torres Restrepo. "Isabelita" era tataranieta del ilustrado criollo y prócer de la independencia colombiana José Félix de Restrepo, casado a su vez con la hija de la sobrina del banquero Pedro Agustín de Valencia (de quien descienden Guillermo León Valencia y su nieta Paloma). Un pariente lejano de su tatarabuelo era el político José Manuel Restrepo, cercano a Simón Bolívar.
Su hijo Camilo, fue sacerdote católico, sociólogo y educador marxista; en 1965 se convirtió en guerrillero, vinculándose al Ejército de Liberación Nacional (ELN), muriendo en su primer combate en 1966. Por su parte, Fernando, siguiendo los pasos de Calixto, se convirtió en neurólogo, casándose con Edeltraude Marie Margarette Schradin.
En conclusión, Calixto era primo de Jorge Calderón Umaña, y las hijas de este último, Helena y Clemencia, eran primas segundas de sus hijos Camilo y Fernando, por lo que los primos Juan Manuel, Fernando, Enrique, Francisco y Rafael, son parientes de la familia Torres.

## Obras
Fue autor de obras como:
- Contagio de tuberculosis en el hospital (1910)
- Signos urinarios en la insuficiencia hepática (1912)
- Metabolismo azoado en Bogotá (1913)
- Un caso de paraplejia intermitente[21]
- Nutrición en la altiplanicie de Bogotá
- Problemas de nutrición infantil[22]
- Sífilis congénita en el niño
- Distrofias del lactante
- Enteritis microbiana y parasitarias en los niños
- Tratado Diagnóstico en pediatría